# Szilaj, a vad völgy paripája
A Szilaj, a vad völgy paripája (vagy egyszerűen csak Szilaj) (eredeti cím: Spirit: Stallion of the Cimarron, Spirit) 2002-ben bemutatott amerikai 2D-s számítógépes animációs film, amely a 6. DreamWorks-film rendezői Kelly Asbury és Lorna Cook. Az animációs játékfilm producerei Mireille Soria és Jeffrey Katzenberg. A forgatókönyvet John Fusco írta, a zenéjét Hans Zimmer szerezte. A mozifilm a DreamWorks Animation gyárátásban készült, és ugyancsak a DreamWorks Pictures forgalmazásában jelent meg. Műfaja zenés kalandfilm.
Amerikában 2002. május 24-én, míg Magyarországon 2002. június 4-én mutatták be a mozikban.
A történet egy fiatal musztáng kalandjairól szól, aki a 19. századi vadnyugaton él. A film hagyományos, kézzel rajzolt technikával készült, ami a DreamWorks kevésbé ismert műfajaihoz tartozik, továbbá az egyetlen 2D-s animációs film a DreamVorks-től, amit Oscar-díjra jelöltek a legjobb animációs film kategóriában. A díjat a Shrek kapta meg először 2001-ben, ami ugyancsak a DreamWorks filmje.

## Cselekmény
A történet Szilaj születésével kezdődik, aki vadnyugat távoli tájain jön világra, az Amerikai Nemzeti Parkok területén. Felcseperedve a vadlovak vezérévé válik, aki hősiesen védelmezi a ménesét. Egy nap különös eseményre lesz figyelmes a fennsíkon, s elhatározza, hogy a végére jár a dolognak; emberek érkezése veri fel a ménes nyugalmát, akik azért jöttek, hogy vadlovakat fogjanak be. Noha Szilaj ménese megmenekül, őt magát elfogják, és egy nyugati erődítménybe hurcolják, ami az Egyesült Államok indiánellenes háborúinak egyik létesítménye. A táborban a katonák megpróbálják betörni Szilajt hátaslónak, minden siker nélkül, a musztáng ledobja valamennyi lovast, aki a hátára ül. Az ezredes parancsára kikötik őt egy cölöphöz három napra, minden víz és élelem nélkül. Ekkoriban fognak el a katonák egy lakota indián fiút, akit hasonló büntetésre ítélnek, akárcsak Szilajt. A két fél között különös kapcsolat jön létre.
Közös erővel sikerül megszökniük a létesítményből, és némi viszontagság után Szilaj az indiánoknál köt ki. Az indiánok ugyancsak megpróbálnak felülni rá, de a musztáng továbbra is betörhetetlen marad. Megismerkedik egy Szelíd nevű kancával, aki Kis Patak, a lakota-fiú hátasa. Ő ébreszti rá Szilajt, hogy nem minden "kétlábú" egyforma, és akad köztük olyan, aki érdemes rá, hogy felüljön a lovak hátára. Kis Patak idővel már azon van, hogy elengedje Szilajt a köreikből, ám az indiánok faluját akkoriban éri támadás az amerikai katonák seregétől. Kis Patak élete csak Szilaj bátorságán múlik, a katonák ezredesével szemben. A musztángot végül elfogják a katonák, és igahúzó hátasok ezrei közé kötik, amiket az első transzkontinentális vasútvonal építésén dolgoztatnak Nebraska felé (épp arra, amerre Szilaj szülőföldje fekszik). A musztáng hősies tettet hajt végre: felszabadítja elnyomott lótársait, és még a vasútvonal munkálatainak egy részét is tönkreteszi bátor húzásával. Végül azonban a folyóba zuhan, ám Kis Patak kimenti őt, egyenlítve a szívességet, amit Szilaj tett érte.
Másnap mindkettejük megölésére az ezredes és katonái hajtóvadászatot indítanak. A Grand Canyonnál érik őket utol, ahol Szilajnak, minden erejét összeszedve, sikerül átugrania a hatalmas hasadékot; a mozdulat lenyűgözi az ezredest, s úgy dönt, megkegyelmez a musztángnak és a fiúnak. Ezután visszatérnek Kis Patak falujába, ahol a fiú úgy dönt elengedi Szilajt, és Szelídet is, hogy a kanca Szilajjal maradhasson. Mindnyájan nehéz búcsút vesznek egymástól. A két ló végül nagy boldogságban visszatér Szilaj ménesébe.

## Szereplők
- A film főszereplői, bár jelentős részben a lovak, az állatok ennek ellenére mégsem beszélnek, csupán állathangokat adnak ki, illetve testmozgással közlik szándékaikat. Az egyedüli kivétel a címszereplő Szilaj, ám ő is csak belső monológok formájában szólal meg, tudatosan nem beszél. A hangját, illetve a cselekmény jelentős részének narrálását Matt Damon adja.
- A továbbiakban a szereplők eredeti és magyar hangjai találhatók felsorolásban:

Matt Damon – Szilaj hangja (Lippai László)
James Cromwell – Az ezredes hangja (Papp János)
Daniel Studi – Kis Patak hangja (Csőre Gábor)
Chopper Bernet – Őrmester hangja (Imre István)
Richard McGonagle – Juhihan hangja (Konrád Antal)
Matt LevinJoe – Joe hangja (Láng Balázs)
Adam Paul – Pete hangja (Kapácsy Miklós)
Robert Cait – Bill hangja (Barabás Kiss Zoltán)
Charles Napier – Roy hangja (Rudas István)
Jeff LeBeau – Murphy hangja (Barbinek Péter)
Jeff LeBeau – Vasúti elöljáró hangja (Kardos Gábor)
Donald Fullilove – Vasutas elöljáró hangja (F. Nagy Zoltán)
Meredith Wells – Indián kislány hangja (Szilasi Blanka)
- További szereplők magyar hangja: Bodrogi Attila, Bolla Róbert, Csík Csaba Krisztián, Csizmadia Gergely, F. Nagy Erika, Garai Róbert, Holl János, Katona Zoltán, Keresztes Sándor, Koncz István, Kossuth Gábor, Lázár Sándor, Papucsek Vilmos, Rékai Nándor, Varga Tamás
- További lényeges szereplők még Szelíd, a kanca, Szilaj szerelme, Szilaj édesanyja, valamint a Fehérfejű rétisas. Mind-mind nem beszélő szerepek.

## Betétdalok
A film valamennyi zenéjét és betétdalát Hans Zimmer szerezte. Mivel a filmben kevés a dialógus, így a zene az egyik fő mozgatóeleme a történetnek, ami komoly kihívást jelentett a zeneszerző számára a dalok komponálásakor. A film fő slágerét, a Here I Am című számot, a zeneszerző Gretchen Peters-szel együtt írta meg, ami olyan jól sikerült, hogy 2003-ban több díjra, köztük Golden Globe-ra is jelölték. Emellett a kritikusok ugyancsak pozitívan fogadták a film zenéjét, Hans Zimmer egyik legkiválóbb munkásságának nyilvánították Az oroszlánkirály dalai óta, amin a zeneszerző korábban dolgozott. A dalok mellett továbbá hagyományos, amerikai western és country zene is hallható a filmben.
A film összes betétdalát Bryan Adams énekelte fel, mind az angol és francia nyelven őt hallhatjuk előadóként.
Az olasz változatban Zucchero, a spanyol változatban Ricky Martin, míg a magyar változatban Szolnoki Péter énekelte fel a film slágereit.
Az alábbiban a film slágerei következnek angol és magyar címmel együtt:
| Magyar                        | Magyar          | Angol                         | Angol                       |
| Dal                           | Előadó          | Dal                           | Előadó                      |
| ----------------------------- | --------------- | ----------------------------- | --------------------------- |
| Vártak rám                    | Szolnoki Péter  | Here I Am                     | Bryan Adams                 |
| Hazavár mindig e táj          | Szolnoki Péter  | I Will Always Return          | Bryan Adams                 |
| Sose törik be a vadló         | Szolnoki Péter  | You Can't Take Me             | Bryan Adams                 |
| Repülsz, ha rám ülsz          | Szolnoki Péter  | Get Off of My Back            | Bryan Adams                 |
| Gyászos ez a dal              | Szolnoki Péter  | Sound the Bugle               | Bryan Adams                 |
| Hazavár mindig e táj (finálé) | Szolnoki Péter  | I Will Always Return (Finale) | Bryan Adams                 |
| Vártak rám (végfőcím)         | eredeti nyelven | Here I Am (Finale)            | Bryan Adams Sarah McLachlan |

## Díjak és jelölések
- 2003 – Oscar-díj jelölés – „legjobb animációs film” –  Kelly Asbury, Lorna Cook
- 2003 – Golden Globe-díj jelölés –  „legjobb eredeti filmdal”  – Hans Zimmer, Bryan Adams, Gretchen Peters – "Here I am"
- 2003 – Kids' Choice Awards –  „legjobb hang animált szereplőnek” – Matt Damon
- 2003 – Kids' Choice Awards jelölés –  „legjobb eredeti filmdal” –  Hans Zimmer, Bryan Adams, Gretchen Peters  –  "Here I am"
- 2003 – Young Artist Award – „legjobb animációs film” –  Kelly Asbury, Lorna Cook
- 2003 – Young Artist Award – „legjobb eredeti filmdal” –  Hans Zimmer, Bryan Adams, Gretchen Peters –   "Here I am"
- 2003 – Satellite Award jelölés –  „legjobb animációs film”  – Kelly Asbury, Lorna Cook
- 2003 – Visual Effects Society Awards jelölés –  „legjobb animáció” –  James Baxter
- 2003 – World Soundtrack Academy jelölés –  „legjobb eredeti filmzene” –  Hans Zimmer, Bryan Adams
- 2003 – World Soundtrack Academy jelölés  –  „legjobb eredeti filmdal” –  Hans Zimmer, Bryan Adams –  "I Will Always Return"

## Televíziós megjelenések
- TV2, M2
- FEM3, Super TV2, Paramount Channel, Minimax